# Portunus argentatus
Portunus argentatus är en kräftdjursart som först beskrevs av Alphonse Milne-Edwards 1861.  Portunus argentatus ingår i släktet Portunus och familjen simkrabbor. Inga underarter finns listade i Catalogue of Life.